# Francisco de Oliveira Camacho Júnior
Francisco de Oliveira Camacho Júnior (São Francisco do Sul, 7 de abril de 1784 — Joinville, 14 de julho de 1862) foi um político brasileiro.

## Biografia
Filho de Francisco de Oliveira Camacho, natural de Laguna, e de Isabel Maria de Jesus. Talvez neto paterno do sertanista e bandeirante Domingos de Oliveira Camacho, citado por Carvalho Franco, e de Domingas Ribeira, citada por Fontes.
Destinado pelos pais a seguir a carreira eclesiástica, foi estudar na Ilha de Santa Catarina e lá, mais precisamente, em São Miguel da Terra Firme, casou com Rosa Ignácia da Conceição, com quem não teve descendência. Morava em sua fazenda no Morro da Palha e, na falta de filhos, criou inúmeras crianças, dentre as quais Carolina Rosa, filha natural do governador da capitania de Santa Catarina João Vieira Tovar e Albuquerque, da nobreza lusa. Foi obrigado a deixar o Brasil logo proclamada a independência.[carece de fontes?]
Exerceu todos os cargos importantes em sua cidade natal, onde foi o chefe do Partido Conservador, pelo qual foi eleito inúmeras vezes deputado à Assembleia Legislativa Provincial de Santa Catarina. Foi deputado à Assembleia Legislativa Provincial de Santa Catarina na 1ª legislatura (1835 — 1837), como suplente convocado, na 2ª legislatura (1838 — 1839), como suplente convocado, porém não assumindo, na 3ª legislatura (1840 — 1841), na 4ª legislatura (1842 — 1843), na 7ª legislatura (1848 — 1849), na 8ª legislatura (1850 — 1851), na 9ª legislatura (1852 — 1853), na 10ª legislatura (1854 — 1855), e na 11ª legislatura (1856 — 1857), como suplente convocado, permanecendo ausente.
Não deixou herdeiro político, o que gerou um grande vazio no Partido Conservador, o que se deve talvez à disputa ferrenha entre o major Chrispim Gomes de Oliveira e João Policarpo Machado da Paixão, sobrinho dele, filho de sua irmã Ana Maurícia da Trindade e do capitão João Machado Pereira, natural de São Miguel da Terra Firme, este filho dos açorianos Manoel Machado Gallo e de Ana do Espírito Santo, naturais da Ilha Terceira.
Além de ser uma destacada personalidade de São Francisco do Sul, foi um grande incentivador da colonização do norte de Santa Catarina. Cedeu a sesmaria que tinha dentro da demarcação das terras que formavam o dote da princesa Francisca Carolina, filha de D. Pedro I, depois casada com o Príncipe de Joinville, dando assim origem à cidade de Joinville.[carece de fontes?]
Foi cavaleiro da Imperial Ordem da Rosa, por decreto de 13 de novembro de 1845.